# 尼科波利斯 (本都)
尼科波利斯（希臘語：Νικόπολις，意为「胜利之城」）是古罗马位于小亚美尼亚的一个殖民地，庞培在第三次米特拉達梯戰爭中征服本都王国后，于公元前63年建立此城。它是罗马帝国第一亚美尼亚行省的一部分。现在的土耳其东北部的城市科尤爾希薩爾位于其旧址上。
城市地处灌溉良好的平原上，而该平原坐落于覆盖有茂密森林的山脚下。庞培军中的老兵及当地的农民定居于此。多条罗马道路贯穿此地，通往科马纳、波勒莫尼乌姆、新凯撒里亚、塞巴斯提亚等。在斯特拉波的时代，尼科波利斯仍旧有大量人口。 
基督教很早就传到了尼科波利斯。大约在319年，有45位当地人殉道，东方正教会与罗马天主教会于7月10日敬奉了他们。
499年尼科波利斯为地震所毁。这次灾难造成了无法挽回的后果。尽管查士丁尼一世重建了城墙，并建造修道院以纪念这四十五位殉道者，但尼科波利斯再未重拾原来的辉煌，而是被科洛尼亚取代。
希拉克略统治时期，城市被霍斯劳二世占领。到了9至11世纪，其归属于拜占庭帝国的科洛尼亞軍區。

## 书籍
- Le Quien（英语：Le Quien）, Oriens christianus (Paris, 1740), I, 427-30
- Acta Sanctorum（英语：Acta Sanctorum）, July, III, 34-45
- Cumont（英语：Franz Cumont）, Studica Pontica (Brussels, 1906), 304-14